# Rhynchoscolex platypus
Rhynchoscolex platypus är en plattmaskart. Rhynchoscolex platypus ingår i släktet Rhynchoscolex och familjen Stenostomidae. Inga underarter finns listade i Catalogue of Life.